# Vadum Sogn
Vadum Sogn er et sogn i Aalborg Nordre Provsti (Aalborg Stift).
I 1800-tallet var Vadum Sogn et selvstændigt pastorat. Det hørte til Kær Herred i Ålborg Amt. Vadum sognekommune blev ved kommunalreformen i 1970 indlemmet i Aalborg Kommune.
I Vadum Sogn ligger Vadum Kirke.
I sognet findes følgende autoriserede stednavne:
- Brorholt Skov (areal)
- Haldager (bebyggelse, ejerlav)
- Haldager Bæk (vandareal)
- Haldager Vejle (vandareal)
- Hoveng (bebyggelse)
- Knepholt (bebyggelse)
- Lagersgårde (bebyggelse)
- Nørlang (bebyggelse)
- Sandholme (areal)
- Skeelslund (bebyggelse)
- Torpet (bebyggelse, ejerlav)
- Torpet Kær (bebyggelse)
- Vadum (bebyggelse, ejerlav)
- Vadum Hede (bebyggelse)
- Vadum Kær (bebyggelse)
- Vejlen (bebyggelse)
- Vester Halne (bebyggelse, ejerlav)
- Vester Halne Enge (bebyggelse)
- Vestergårde (bebyggelse)
- Vævergårde (bebyggelse)
- Øster Halne Enge (bebyggelse)
- Øster Halne Hede (bebyggelse)